# Involuție (matematică)

O involuție este o funcție care, aplicată de două ori, se întoarce la punctul de pornire

În matematică, o involuție, sau o funcție involutivă, este o funcție f care este inversa ei înseși
f(f(x)) = x
pentru orice x din domeniul de definiție al f. Echivalent, rezultatul obținut prin aplicarea funcției f de două ori este valoarea inițială.

## Proprietăți generale
Orice involuție este bijectivă.
Funcția identitate ({\displaystyle f(x)=x}) este exemplul banal de involuție. Exemple simple de involuții sunt înmulțirea cu −1 în aritmetică, elementul invers, conjugatul complex, anumite permutări și complementul din teoria mulțimilor. Alte exemple sunt rotația cu o jumătate de tură, transpoziția de tip ROT13, matrice transpusă, cifrarea simetrică, cifrul Beaufort sau cifrul polialfabetic.
Numărul involuțiilor, inclusiv involuția identică, pe o mulțime cu elementele n = 0, 1, 2, ... este dat de o relație de recurență găsită de Heinrich August Rothe în 1800:
{\displaystyle a_{0}=a_{1}=1} și {\displaystyle a_{n}=a_{n-1}+(n-1)a_{n-2}} pentru {\displaystyle n>1.}
Primii câțiva termeni ai acestui șir sunt 1, 1, 2, 4, 10, 26, 76, 232 (șirul OEIS A000085); aceste numere se numesc numere de telefon⁠(d) și indică și numărul de tablouri Young cu un număr de celule dat. Compunerea g ∘ f a două involuții f și g este o involuție dacă și numai dacă operația este comutativă: g ∘ f = f ∘ g.
Orice involuție pe un număr impar de elemente are cel puțin un punct fix. Mai general, pentru o involuție pe o mulțime finită de elemente, numărul de elemente și numărul de puncte fixe au aceeași paritate.